# Euphorbia tirucalli
Euphorbia tirucalli е вид растение от семейство Млечкови (Euphorbiaceae). Видът е незастрашен от изчезване.

## Разпространение
Разпространен е в Ангола, Демократична република Конго, Мадагаскар, Мозамбик, Руанда, Южна Африка, Свазиленд, Танзания и Замбия.